# فرط التنفس المركزي عصبي المنشأ
فرط التنفس المركزي عصبي المنشأ (سي إن إتش) هو نمط تنفس غير طبيعي متميز بأنفاس عميقة وسريعة بمعدل لا يقل عن 25 نفس في الدقيقة. تُعد حالة عدم الانتظام المتزايدة لمعدل التنفس هذا علامة عامة على خطر دخول المريض في حالة من الغيبوبة. لا توجد علاقة بين فرط التنفس المركزي عصبي المنشأ وغيره من أشكال فرط التنفس الأخرى، مثل تنفس كوسماول. ينجم فرط التنفس المركزي عصبي المنشأ عن استجابة جسم الإنسان لانخفاض مستويات ثاني أكسيد الكربون في الدم. يحدث هذا الانخفاض في مستوى ثاني أكسيد الكربون بدوره نتيجة تقلص شرايين القحف بسبب التلف الناجم عن آفات جذع الدماغ. مع ذلك، ما تزال آلية تطور فرط التنفس المركزي عصبي المنشأ نتيجة لهذه الآفات غير مفهومة بشكل جيد. تعمل الأبحاث الحالية على توفير وسائل العلاج الفعالة لمجموعة الحالات النادرة المشخصة بهذا الاضطراب. 

## العلامات والأعراض
تختلف أعراض فرط التنفس المركزي عصبي المنشأ باختلاف ترقي المرض. تشمل الأعراض الأولية لفرط التنفس المركزي عصبي المنشأ كلًا من انخفاض الضغط الشرياني الجزئي لثاني أكسيد الكربون، وارتفاع ضغط الدم الجزئي الشرياني للأكسجين، وارتفاع «بّي إتش» الشرايين وتسرع التنفس. لاحظ يوشي وآخرون انخفاض الضغط الجزئي لثاني أكسيد الكربون إلى 6.7 مم زئبقي، مع بقاء التشبع الأكسجيني عند 99-100%. يتعرض الأفراد المصابون بفرط التنفس المركزي عصبي المنشأ أيضًا للقلاء الرئوي، الذي يحرض بدوره اللهث في محاولة من الجسم لتعويض ارتفاع «بّي إتش» الدم. أبلغت بعض حالات فرط التنفس المركزي عصبي المنشأ عن وجود سائل دماغي شوكي (سي إس إف) قلوي. مع ذلك، لم يظهر هذا التأثير في جميع الحالات واختبرت حالات أخرى من فرط التنفس المركزي عصبي المنشأ ارتفاعًا محليًا في درجة «بّي إتش» المحيطة بالورم المسبب لهذه الحالة. تستمر هذه الحالة من فرط التنفس لدى المرضى خلال النوم. لُوحظ أن الأفراد المصابين غير قادرين على التحكم الإرادي بتنفسهم من أجل إبطائه، إذ يتحكم الحجاب الحاجز بشكل سائد في حالة فرط التنفس. 
يؤثر فرط التنفس المركزي عصبي المنشأ (سي إن إتش) على الأفراد من جميع الأعمار، بدءًا من الأطفال في سن السابعة وصولًا إلى البالغين في سن السابعة والثمانين. قد تصيب هذه الحالة الأفراد في الحالة الواعية أو غير الواعية. بعد اكتشاف فرط التنفس المركزي عصبي المنشأ للمرة الأولى بواسطة بلوم وسوانسون، اعتُقد أن هذا الاضطراب نادر الحدوث لدى المرضى الواعيين. لُوحظت العديد من حالات الإصابة بفرط التنفس المركزي عصبي المنشأ لدى الأفراد الواعيين منذ ذلك الحين. تشمل الأعراض الإضافية لحالات الإصابة الواعية فقدان الشهية، وصعوبة التركيز، وضعف الذاكرة، وصعوبات الكلام أو الأكل، والدنف، والتقيؤ، والتوهان وحالة عامة من الارتباك التي تختلف من مريض إلى آخر. مع ذلك، من الملاحظ عمومًا تطور تغيرات المزاج، والقلق وصعوبة التركيز مع تزايد شدة الورم وما يترافق معه من ترقي فرط التنفس المركزي عصبي المنشأ. لا تظهر جميع هذه الأعراض في كل حالات الاضطراب المبلغ عنها، إذ يبدو أن الأعراض متغيرة من حالة إلى أخرى. تشمل الأعراض الأخرى ذات الصلة بفرط التنفس المركزي عصبي المنشأ النوبات الصرعية العابرة مع فقدان مؤقت في الوعي. يُعتقد أن هذه الحالة ناجمة عن نقص ثاني أكسيد الكربون في الدم الذي يسبب تقلص الأوعية الدموية في الدماغ، ما يؤدي إلى نقص تروية الدماغ. تشمل الأعراض الأخرى التي يسببها فرط التنفس المركزي عصبي المنشأ كلًا من خلل التوازن الكهرلي وتقلبات المزاج التي تضم بشكل أساسي القلق الناجم عن فرط التنفس. 
بعد تشخيص الاضطراب، تبدأ الحالة في الترقي حتى فقدان المريض للوعي أو دخوله في غيبوبة. لُوحظ دخول معظم المرضى هذه الحالة بعد شهرين إلى ثلاثة أشهر من بدء فرط التنفس. استشهد لانغ وآخرون بمريض مصاب بالوذمة الرئوية، والتهاب القصبات والتهاب الرئة قبل وفاته، على الرغم من إشارة جميع حالات فرط التنفس المركزي عصبي المنشأ المبلغ عنها إلى حالات متنوعة من ترقي الحالة وتفاقمها وصولًا إلى الوفاة.